# Rund um den Finanzplatz Eschborn-Frankfurt 2016
Il Rund um den Finanzplatz Eschborn-Frankfurt 2016, cinquanquattresima edizione della corsa, valido come evento del circuito UCI Europe Tour 2016 categoria 1.HC, si svolse il 1º maggio 2016 per un percorso di 206,8 km. Fu vinto dal norvegese Alexander Kristoff, che giunse al traguardo in 5h 00' 02" alla media di 41,355 km/h precedendo l'argentino Maximiliano Richeze e l'irlandese Sam Bennett.
La gara venne completata da 56 ciclisti.

## Squadre partecipanti
| N.      | Cod. | Squadra                     |
| ------- | ---- | --------------------------- |
| 1-7     | KAT  | Team Katusha                |
| 11-17   | TGA  | Team Giant-Alpecin          |
| 21-27   | EQS  | Etixx-Quick Step            |
| 31-38   | ALM  | AG2R La Mondiale            |
| 41-48   | BOA  | Bora-Argon 18               |
| 51-58   | SSG  | Stölting Service Group      |
| 61-68   | WGG  | Wanty-Groupe Gobert         |
| 71-78   | TSV  | Topsport Vlaanderen-Baloise |
| 81-88   | CCC  | CCC Sprandi Polkowice       |
| 91-98   | CRV  | Crelan–Vastgoedservice      |
| 101-108 | VAT  | Verva ActiveJet             |
| 111-118 | ROP  | Roompot Oranje Peloton      |
| 121-128 | FVC  | Fortuneo-Vital Concept      |

| N.      | Cod. | Squadra                                  |
| ------- | ---- | ---------------------------------------- |
| 131-138 | DMP  | Delko-Marseille Provence-KTM             |
| 141-148 | NIP  | Nippo-Vini Fantini                       |
| 151-157 | STH  | Wilier Triestina-Southeast               |
| 161-168 | LPC  | Leopard Pro Cycling                      |
| 171-178 | SVL  | Team Sauerland NRW p/b Henley & Partners |
| 181-188 | TRS  | Team Kuota–Lotto                         |
| 191-198 | RNR  | rad-net Rose Team                        |
| 201-208 | LKT  | LKT Team Brandenburg                     |
| 211-218 | BAI  | Stradalli–Bike Aid                       |
| 221-228 | THF  | Team Heizomat                            |

## Ordine d'arrivo (Top 10)
| Pos. | Corridore            | Squadra  | Tempo    |
| ---- | -------------------- | -------- | -------- |
| 1    | Alexander Kristoff   | Katusha  | 5h00'02" |
| 2    | Maximiliano Richeze  | Etixx    | s.t.     |
| 3    | Sam Bennett          | Bora     | s.t.     |
| 4    | Pieter Vanspeybrouck | Topsport | s.t.     |
| 5    | Yves Lampaert        | Etixx    | s.t.     |
| 6    | Tom Devriendt        | Wanty    | s.t.     |
| 7    | Paweł Franczak       | Verva    | s.t.     |
| 8    | Maurits Lammertink   | Roompot  | s.t.     |
| 9    | Bartłomiej Matysiak  | CCC      | s.t.     |
| 10   | Fabian Wegmann       | Stölting | s.t.     |